# دونگه گرگوره
دونگه گرگوره (به صربی: Donje Grgure) یک منطقهٔ مسکونی در صربستان است که در بلاتسه واقع شده‌است. دونگه گرگوره ۱۲۷ نفر جمعیت دارد.